# Celedón de Oro
El Celedón de Oro es un galardón concedido por la "Institución Celedones de Oro" (formada por premiados en ediciones anteriores), con el respaldo del ayuntamiento de la ciudad española de Vitoria. Reconoce la trayectoria de personas que hayan contribuido con su carrera a mejorar la imagen de Vitoria o de la provincia de Álava.

## Galardonados
El premio, que recuerda con el título al personaje de Celedón y se viene concediendo desde 1962, se ha entregado a las siguientes personas, grupos de personas o instituciones:
| Año  | Premiados                                                                                  | Cargo                                      |
| ---- | ------------------------------------------------------------------------------------------ | ------------------------------------------ |
| 1962 | Casino Artista Vitoriano Manuel Benítez, «el Cordobés»                                     | ―                                          |
| 1963 | José María Sedano Cuadrillas de blusas del Círculo Vitoriano                               | ―                                          |
| 1964 | Pedro Sáez, «el Sopo»                                                                      | ―                                          |
| 1965 | Ramón Jiménez, «Zape»                                                                      | ―                                          |
| 1966 | Banda de Les Armagnac                                                                      | ―                                          |
| 1966 | Venancio del Val de Sosa                                                                   | periodista y cronista                      |
| 1967 | Elías Aguirrezábal Martínez de Aguirre                                                     | ―                                          |
| 1968 | Sebastián Palomo Linares                                                                   | ―                                          |
| 1969 | Sociedad Zaldibartxo                                                                       | ―                                          |
| 1970 | José Luis Isasi Montalbán                                                                  | ―                                          |
| 1971 | Juan Fernández Apellániz, «Juanito»                                                        | ―                                          |
| 1972 | Agrupación coral Manuel Iradier Hilario Dorao Íñiguez                                      | ―                                          |
| 1973 | Mariano San Miguel Urcelay                                                                 | ―                                          |
| 1974 | Los componentes del grupo que organizó la primera bajada de Celedón el 4 de agosto de 1957 | ―                                          |
| 1975 | Alfredo Donnay                                                                             | ―                                          |
| 1976 | Enrique Orive Galindo José Luis Fernández, «el Zapa»                                       | ―                                          |
| 1977 | Cuadrilla de blusas Veteranos                                                              | ―                                          |
| 1978 | Sociedad de arte popular vasco Indarra                                                     | ―                                          |
| 1979 | José Antonio Cristóbal García                                                              | ―                                          |
| 1980 | Luis María Aramburu Martínez de San Vicente                                                | ―                                          |
| 1981 | Pedro María Núñez Uribe                                                                    | ―                                          |
| 1982 | Asamblea de la Cruz Roja de Álava Juan Manuel Vera-Fajardo                                 | ―                                          |
| 1983 | José Manuel Bedia Casas Grupo artístico La Amistad                                         | ―                                          |
| 1984 | Jesús Ruiz de Ocenda                                                                       | ―                                          |
| 1985 | Félix Ascasso Martínez de la Pera                                                          | ―                                          |
| 1986 | Federico Arocena Gregorio Querejazu                                                        | fundadores del estudio de fotografía Arqué |
| 1987 | Judith Cobo San Miguel Manuel García de Andoain                                            | ―                                          |
| 1988 | Rafael Ruiz de Zárate                                                                      | ―                                          |
| 1989 | Félix Uriarte Urrestarazu                                                                  | ―                                          |
| 1990 | Cuadrilla Biznietos de Celedón                                                             | ―                                          |
| 1991 | José María Bastida Ibáñez, «Txapi»                                                         | ―                                          |
| 1992 | Santiago Arina Albizu                                                                      | fotógrafo                                  |
| 1993 | Cayo Luis Vea-Murguía Orive José María López de Elorriaga, «Coppi»                         | ―                                          |
| 1994 | Iñaki Landa Mesanza                                                                        | ―                                          |
| 1995 | DYA                                                                                        | ―                                          |
| 1996 | Quedó desierto                                                                             | Quedó desierto                             |
| 1997 | Martín Fiz Martín                                                                          | maratonista olímpico                       |
| 1998 | Sociedad Excursionista Manuel Iradier Luis López de Sosoaga                                | ―                                          |
| 1999 | Feliciano Sáenz Villafranca                                                                | ―                                          |
| 2000 | José Antonio Zabalza Acha                                                                  | ―                                          |
| 2001 | Emilio Ipinza José Luis Compañón                                                           | ―                                          |
| 2002 | María Ángeles Cobas Javier Cameno                                                          | ―                                          |
| 2003 | Rafel Mendialdua Errarte                                                                   | ―                                          |
| 2004 | Ricardo Sáez de Heredia                                                                    | ―                                          |
| 2005 | Sabin Salaberri Julián Ortiz de Viñaspre, «Jovi»                                           | ―                                          |
| 2066 | Quedó desierto                                                                             | Quedó desierto                             |
| 2007 | Juan José Martínez Viñaspre, «Anemias»                                                     | ―                                          |
| 2008 | Boilur, federación de sociedades gastronómicas                                             | ―                                          |
| 2009 | Saturnino García Cuevas                                                                    | ―                                          |
| 2010 | José Ángel Cuerda                                                                          | alcalde de la ciudad desde 1979 hasta 1999 |
| 2011 | los vitorianos                                                                             | ―                                          |
| 2012 | Javier Sedano                                                                              | ―                                          |
| 2013 | Asunción Gorospe José María Vélez de Mendizábal                                            | ―                                          |
| 2014 | Joseba Fiestras                                                                            | ―                                          |
| 2015 | Aurora Herrera Patxi Antón                                                                 | ―                                          |
| 2016 | Blanka Gómez de Segura                                                                     | alfarera                                   |
| 2016 | Manu García Sánchez                                                                        | futbolista                                 |
| 2017 | Julio Roca                                                                                 | promotor y fotógrafo del deporte adaptado  |
| 2018 | Jesús Moraza                                                                               | Txistulari                                 |
| 2018 | Joselu Anayak                                                                              | grupo de música                            |
| 2019 | Txema Blasco                                                                               | actor                                      |
| 2019 | Pilar López                                                                                | directora del Teatro Paraíso               |
| 2020 | Mikel Delica                                                                               | vidriero y músico                          |
| 2021 | María José Ochoa de Eribe Mendizábal                                                       | hostelera                                  |
| 2021 | Jesús María Alegría Urtiaga, «Pinttu»                                                      | fundador de Músicos Sin Fronteras          |
| 2022 | Elisa Rueda                                                                                | profesora, poeta, actriz                   |
| 2022 | Gorka Ortiz de Urbina                                                                      |                                            |
| 2023 | Elena Martínez de Madina                                                                   | filóloga                                   |
| 2024 | Begoña Divar                                                                               | Clarinetista                               |